# Synagoga kahalna w Woli Michowej
Synagoga w Woli Michowej – nieistniejąca synagoga znajdująca się w Woli Michowej w samym centrum miejscowości, przy rynku.
Synagoga została zbudowana przed 1870 rokiem, z półokrągłym dachem krytym blachą. Była obok synagogi chasydzkiej, jedną z dwóch wolno stojących bożnic we wsi. Podczas II wojny światowej, w 1942 roku hitlerowcy zdewastowali synagogę. W lecie 1947 roku, podczas tzw. „akcji żniwnej”, grupy UPA spaliły całkowicie Wolę Michową, nie pozostało dosłownie nic z dawnych zabudowań.